# Championnat du Vietnam de football 1989
Navigation
Saison précédente Saison suivante
La saison 1989 du Championnat du Viêt Nam de football est la huitième édition du championnat de première division au Viêt Nam. Trente-deux clubs s'affrontent lors d'une édition disputée à échelle nationale. 
Le championnat se déroule en plusieurs phases :
- la première phase voit les trente-deux clubs répartis en plusieurs poules. Ils s'affrontent à deux reprises; les vingt-et-un meilleurs clubs se qualifient pour la deuxième phase.
- lors de la deuxième phase, les vingt-et-un qualifiés sont à nouveau répartis en trois poules et affrontent une seule fois leurs adversaires. Seuls les quatre meilleurs clubs (toutes poules confondues) se qualifient pour la phase finale. De plus, les quinze meilleurs clubs de la deuxième phase obtiennent leur place pour la saison suivante du championnat.
- la phase finale est disputée sous forme de matchs à élimination directe (demi-finales et finale sur un seul match).

C'est le club de Dong Thap FC, qui remporte le championnat après avoir battu Câu Lac Bô Quân Dôi en finale nationale. C'est le tout premier titre de champion du Viêt Nam de l'histoire du club.

## Compétition
Le barème utilisé pour établir les différents classement est le suivant :
- Victoire : 3 points
- Match nul puis victoire après la séance de tirs au but : 2 points
- Match nul puis défaite après la séance de tirs au but : 1 point
- Défaite : 0 point

### Deuxième phase
| Rang | Équipe              | Pts | J | G | N   | P | Bp | Bc | Diff |
| ---- | ------------------- | --- | - | - | --- | - | -- | -- | ---- |
| 1    | Cong An Ha Noi      | 16  | 6 | 5 | 0/1 | 0 | 7  | 3  | +4   |
| 2    | Long An Tan An      | 10  | 6 | 1 | 2/3 | 0 | 7  | 7  | 0    |
| 3    | Công an Thanh Hóa   | 9   | 6 | 2 | 1/1 | 2 | 8  | 8  | 0    |
| 4    | Hai Quan            | 9   | 6 | 2 | 1/1 | 2 | 7  | 7  | 0    |
| 5    | Tông Cuc Düòng Sát  | 9   | 6 | 2 | 1/1 | 2 | 6  | 6  | 0    |
| 6    | Xay Dung Hanoi      | 7   | 6 | 1 | 2/0 | 3 | 10 | 10 | 0    |
| 7    | Cong An Ho Chi Minh | 3   | 6 | 0 | 1/1 | 4 | 7  | 11 | -4   |

| Rang | Équipe            | Pts | J | G | N   | P | Bp | Bc | Diff |
| ---- | ----------------- | --- | - | - | --- | - | -- | -- | ---- |
| 1    | Dong Thap FC      | 10  | 5 | 2 | 2/0 | 1 | 6  | 3  | +3   |
| 2    | Det Nam Dinh      | 10  | 5 | 2 | 2/0 | 1 | 7  | 5  | +2   |
| 3    | An Giang FC       | 8   | 5 | 1 | 2/1 | 1 | 9  | 8  | +1   |
| 4    | Tien Giang FC     | 7   | 5 | 1 | 0/4 | 0 | 5  | 7  | -2   |
| 5    | Cong An Hai Phong | 6   | 5 | 0 | 2/2 | 1 | 7  | 8  | -1   |
| 6    | Dong Nai FC       | 4   | 5 | 0 | 1/2 | 2 | 4  | 7  | -3   |

| Rang | Équipe               | Pts | J | G | N   | P | Bp | Bc | Diff |
| ---- | -------------------- | --- | - | - | --- | - | -- | -- | ---- |
| 1    | Câu Lac Bô Quân DôiT | 13  | 5 | 3 | 2/0 | 0 | 8  | 2  | +6   |
| 2    | Dien Haiphong        | 11  | 5 | 2 | 2/1 | 0 | 9  | 6  | +3   |
| 3    | Cang Sai Gon         | 10  | 5 | 2 | 1/2 | 0 | 9  | 5  | +4   |
| 4    | Ngia Binh FC         | 6   | 5 | 1 | 1/1 | 2 | 9  | 13 | -4   |
| 5    | Lam Dong FC          | 3   | 5 | 0 | 0/3 | 2 | 3  | 8  | -5   |
| 6    | Phu Khanh FC         | 2   | 5 | 0 | 1/0 | 4 | 3  | 7  | -4   |

|  | Qualification pour la deuxième phase |
|  | Relégation en deuxième division      |

### Phase finale

#### Demi-finales
| Équipe 1            | Résultat      | Équipe 2       |
| ------------------- | ------------- | -------------- |
| Câu Lac Bô Quân Dôi | 1 - 0         | Cong An Ha Noi |
| Dong Thap FC        | 0 - 0 4-3 tab | Dien Hai Phong |

#### Finale nationale
| Équipe 1     | Résultat | Équipe 2            |
| ------------ | -------- | ------------------- |
| Dong Thap FC | 1 - 0    | Câu Lac Bô Quân Dôi |

## Bilan de la saison
| Championnat du Viêt Nam de football 1989                             |                          |
| Champion                                                             | Dong Thap FC (1er titre) |
| Promotions et relégations                                            |                          |
| Promus en V-League                                                   | Aucun                    |
| Relégués en Championnat du Viêt Nam de football de deuxième division | 14 équipes               |